# Eliesse Ben Seghir
Eliesse Ben Seghir (Saint-Tropez, 16 februari 2005) is een Marokkaans-Frans voetballer die doorgaans als aanvaller speelt. Hij stroomde in 2022 door uit de jeugdopleiding van AS Monaco. Ben Seghir debuteerde in 2024 in het Marokkaans voetbalelftal.

## Clubcarrière
Ben Seghir ruilde in 2020 de jeugdopleiding van SC Cogolinois voor die van AS Monaco. In augustus 2022 ondertekende hij zijn eerste profcontract bij de Monegasken. Op 3 november 2022 maakte hij zijn officiële debuut in het eerste elftal van de club: op de laatste groepsspeeldag van de Europa League tegen Rode Ster Belgrado (4-1-winst) liet trainer Philippe Clement hem in de 90e minuut invallen voor Kevin Volland. Op 28 december 2022 opende Ben Seghir zijn doelpuntenrekening voor Monaco: Clement liet hem tijdens de rust invallen tegen AJ Auxerre, waarna Ben Seghir zowel voor een 1-2- als een 2-3-voorsprong zorgde. Ben Seghir, die op dat moment 17 jaar en 315 jaar was, werd de jongste speler die een tweeklapper scoorde voor AS Monaco sinds Thierry Henry (17 jaar en 255 dagen) in 1995.

## Clubstatistieken
| Seizoen         | Club            | Land            | Competitie      | Competitie | Competitie | Beker | Beker | Supercup | Supercup | Europees | Europees | Totaal | Totaal |
| Seizoen         | Club            | Land            | Competitie      | Wed.       | Dlp.       | Wed.  | Dlp.  | Wed.     | Dlp.     | Wed.     | Dlp.     | Wed.   | Dlp.   |
| --------------- | --------------- | --------------- | --------------- | ---------- | ---------- | ----- | ----- | -------- | -------- | -------- | -------- | ------ | ------ |
| 2022/23         | AS Monaco       | Vlag van Monaco | Ligue 1         | 19         | 4          | 1     | 0     | —        | —        | 3        | 0        | 23     | 4      |
| 2023/24         | AS Monaco       | Vlag van Monaco | Ligue 1         | 9          | 1          | 1     | 0     | —        | —        | —        | —        | 10     | 1      |
| Carrière totaal | Carrière totaal | Carrière totaal | Carrière totaal | 28         | 5          | 2     | 0     | 0        | 0        | 3        | 0        | 33     | 5      |

Bijgewerkt op 26 maart 2024.

## Interlandcarrière
Ben Seghir debuteerde in 2021 als Frans jeugdinternational. In 2024 maakte hij de overstap naar Marokko: op 22 maart 2024 liet bondscoach Walid Regragui hem debuteren in de 1-0-oefenzege tegen Angola.
| Interlands van Eliesse Ben Seghir | Interlands van Eliesse Ben Seghir | Interlands van Eliesse Ben Seghir | Interlands van Eliesse Ben Seghir | Interlands van Eliesse Ben Seghir | Interlands van Eliesse Ben Seghir | Interlands van Eliesse Ben Seghir |
| No.                               | Datum                             | Wedstrijd                         | Uitslag                           | Soort Wedstrijd                   | Doelpunten                        |                                   |
| Als speler bij AS Monaco          | Als speler bij AS Monaco          | Als speler bij AS Monaco          | Als speler bij AS Monaco          | Als speler bij AS Monaco          | Als speler bij AS Monaco          | Als speler bij AS Monaco          |
| --------------------------------- | --------------------------------- | --------------------------------- | --------------------------------- | --------------------------------- | --------------------------------- | --------------------------------- |
| 1.                                | 22 maart 2024                     | Marokko – Angola                  | 1 – 0                             | Vriendschappelijk                 | -                                 |                                   |
| Totaal                            | Totaal                            | Totaal                            | Totaal                            | Totaal                            | -                                 |                                   |

Bijgewerkt tot 26 maart 2024
1 Majecki ·
2 Vanderson ·
4 Teze ·
5 Kehrer ·
6 Zakaria  ·
7 Ben Seghir ·
8 Matazo ·
9 Balogun ·
10 Golovin ·
11 Akliouche ·
12 Henrique ·
13 Mawissa ·
15 Camara ·
16 Köhn ·
17 Singo ·
18 Minamino ·
20 Ouattara ·
21 Ilenikhena ·
22 Salisu ·
27 Diatta ·
36 Embolo ·
37 Diop ·
50 Lienard ·
88 Magassa ·
Coach: Hütter
· Assistent-coach: Perrinelle